# 洛斯拉戈斯 (智利)
39°51′S 72°50′W / 39.850°S 72.833°W

洛斯拉戈斯（西班牙語：Los Lagos），是智利的城鎮，位於該國中南部河大區的瓦爾迪維亞省，始建於1891年12月22日，面積1,791.2平方公里，海拔高度31米，2002年人口18,733人，人口密度每平方公里10人。